# 김성겸
김성겸(金成謙, 1941년 5월 13일 ~ )은 대한민국의 배우이자 성우이다.

## 생애
1941년 5월 13일 전라북도 김제군(현 전북특별자치도 김제시)에서 출생하였으며, 성균관대학교 국어국문학과에서 학사 학위 취득을 하였다.
신장은 183cm이고 체중은 83kg인 그는 1960년 연극배우로 첫 데뷔를 하였고 1962년 서울중앙방송(지금의 KBS) 특채 2기 성우 데뷔하였으며 1965년 MBC 문화방송 성우 공채 2기로 정식 데뷔하였다.
최규하 대통령과 외모는 물론 체격까지 비슷하여, 한때 최규하 배역 전문 배우로 MBC의 드라마 《제4공화국》, 《제5공화국》에서 연기했다. KBS 드라마 《대추나무 사랑걸렸네》에서는 박덕보 역을 맡았다. 드라마 《태조 왕건》에서 박술희 역의 연기자 김학철과 함께 아자개 역의 감초 연기로 호평을 받았다.
영화 배우로서 일약 스타덤에 오른 작품은 《마누라 죽이기》이며, 《신라의 달밤》과 《라이터를 켜라》에도 출연했다. 연기자 활동을 하면서도 가끔씩 성우 활동을 하였는데 미국 배우 존 웨인 전담 성우이기도 하다.

## 연기 활동

### 영화 더빙
- 《누구를 위하여 종은 울리나》 (KBS) - 듀발(존 마이롱)
- 《리오 그란데》(KBS) - 커비 (존 웨인)
- 《집행자 루스터》(KBS) - 루스터 (존 웨인)
- 《공군 대전략》(TBC) - 휴 다우닝 (로렌스 올리비에)

### 영화
- 1971년 《번개 아톰》
- 1984년 《바보사냥》
- 1985년 《고추밭의 양배추》
- 1985년 《육식 동물》
- 1987년 《너와 나의 비밀일기》
- 1988년 《청춘 펀치》
- 1991년 《핸드백 속의 이야기》 - 임 회장 역
- 1991년 《서울의 눈물》
- 1991년 《피와 불》 - 전무 역
- 1994년 《마누라 죽이기》 - 봉수의 아버지 역
- 1998년 《생과부 위자료 청구 소송》 - 회장 역
- 1999년 《마요네즈》 - 아버지 역
- 2001년 《선물》 - 용기의 부친 역
- 2001년 《신라의달밤》 - 황길남 역
- 2002년 《라이터를 켜라》 - 경찰청장 역
- 2002년 《피아노 치는 대통령》 - 정만수 역
- 2003년 《역전에 산다》 - 승완의 아버지 역
- 2003년 《불어라 봄바람》 - 강원도 할아버지 역
- 2005년 《나의 결혼 원정기》 - 만택의 할아버지 역

### 텔레비전 드라마
- 1981년 《대명》
- 1981년 《한강》
- 1982년 《풍운》
- 1982년 《지금 평양에선》
- 1983년 《개국》 - 이방실 역
- 1983년 《객주》
- 1984년 《휴전 6.25》
- 1985년 《오성장군 김홍일》
- 1986년 《임이여 임일레라》
- 1986년 《초혼가》
- 1987년 《영원의 미소》
- 1987년 《사랑의 시작》
- 1987년 《토지》- 윤보 역
- 1988년 《따뜻한 남쪽나라》
- 1988년 《제7병동》
- 1988년 《하늘아 하늘아》 - 조선 영조 역
- 1989년 《지포리에서 생긴 일》
- 1989년 《지리산》- 권창혁 역
- 1989년 《무풍지대》 - 김기홍 역
- 1990년 《파천무》- 성승 역
- 1990년 《불의 나라》
- 1991년 《기다리는 빛》
- 1991년 《침묵의 땅》
- 1991년 《황혼에 피는 꽃》
- 1992년 《삼국기》
- 1992년 《질투》 - 김 변호사 역
- 1992년 ~ 1993년 《적색지대》 - 백산만 회장 역
- 1993년 《옛날 나 어릴적에》
- 1993년 《달빛 고향》
- 1994년 《한명회》 - 성승 역
- 1994년 《5월의 여행》
- 1994년 《빈 잔의 축배》
- 1995년 《해맞이에서 생긴 일》
- 1995년 《장녹수》
- 1995년 《제4공화국》 - 최규하 역
- 1996년 《컬러 - 브라운》
- 1996년 《프로젝트》
- 1996년 《하얀 민들레》
- 1997년 《상사와 아내》
- 1998년 《맨발의 청춘》 - 장도수 역 (장명식의 아버지)
- 1998년 《삼김시대》 - 조병옥 역
- 1998년 《왕과 비》 - 성승 역
- 1999년 《장미와 콩나물》 - 최경손 역
- 1999년 《일요베스트》 - 훈수
- 2000년 《눈으로 말해요》 - 장용대 역
- 2000년 《태조 왕건》 - 아자개 역
- 2001년 《대추나무 사랑걸렸네》 - 박덕보 역
- 2001년 《인생은 아름다워》
- 2001년 《그 햇살이 나에게》
- 2002년 《매직키드 마수리》 - 마파람 역
- 2002년 《거침없는 사랑》
- 2003년 《무인시대》 - 경진 역
- 2003년 《위풍당당 그녀》
- 2003년 《이브의 화원》
- 2004년 《아일랜드》 - 시연 부 역
- 2005년 《마법전사 미르가온》 - 마파람 역 (1회, 24회 특별출연)
- 2005년 《내 이름은 김삼순》 - 현진헌의 외숙부 역
- 2005년 《제5공화국》 - 최규하 역
- 2005년 《슬픔이여 안녕》 - 김천기 회장 역 (특별출연)
- 2005년 《들꽃》 - 이달서 역
- 2006년 《드라마시티 - 내 인생의 일춘기》 - 노인 역
- 2006년 《MBC 베스트극장 - 저 별은 나의 별》 - 진동규 역
- 2006년 《연개소문》 - 수 문제 양견 역
- 2007년 《히트》 - 최 반장 역 (특별출연)
- 2007년 《달자의 봄》 - 강태봉의 할아버지 역
- 2007년 《정조암살미스터리-8일》 - 조선 영조 역
- 2007년 《깍두기》 - 정구만 역
- 2007년 《로비스트》 - 강 회장 역
- 2008년 《아내와 여자》 - 박원갑 역
- 2008년 《식객》
- 2008년 《에덴의 동쪽》 - 오 회장 역
- 2009년 《내조의 여왕》 - 허 회장 역
- 2010년 《폭풍의 연인》 - 신정수 역
- 2010년 《시크릿 가든》 - 문창수 역
- 2011년 《마이더스》 - 유필상 역
- 2011년 《라디오 시크릿 가든》 - 문창수 역
- 2011년 《우리집 여자들》 - 이 회장 역
- 2012년 《그래도 당신》 - 강범석 역
- 2012년 《내 사랑 나비부인》 - 이삼구 회장 역
- 2013년 《금 나와라, 뚝딱!》 - 성산그룹의 회장 역
- 2013년 《대한민국 정치비사》 - 최규하 역
- 2013년 《그녀의 신화》 - 도경철 역
- 2013년 《메디컬 탑팀》 - 이두경 역 (특별출연)
- 2014년 《유혹》 - 유달호 역
- 2016년 《딴따라》
- 2016년 《언제나 봄날》 - 주태평 역
- 2016년 《쓸쓸하고 찬란하神 - 도깨비》 - 유신우 회장 역
- 2018년 《위대한 유혹자》 - 주성그룹 회장 역

### 텔레비전 시트콤
- 1993년 《오박사네 사람들》 - 김성겸 역
- 2000년 《세 친구》 - 박상면의 교제녀 유서진의 아버지 유성겸 역, 윤다훈과 박상면과 정웅인의 문화고등학교 3학년 시절 담임 선생님(국어 교사) 김성겸 역으로 각각 특별출연

## 연기 외 활동

### TV 프로그램
- 1995년 KBS2 《가족오락관》
- 1999년 KBS2 《TV는 사랑을 싣고》

### 라디오 프로그램
- 2015년 EBS FM 《EBS 책 읽는 라디오 낭독 시리즈》

### CF
- 1986년 유유산업 비나폴로*에이
- 1988년 크라운제과 쿠크다스
- 1989년 고려제약 제로비탈
- 1989년 한국신약 천심환
- 2001년 롯데햄 베이컨경단 (이미지와 함께 출연)
- 2002년 남양유업 이오 (양택조와 함께 출연)

## 수상
- 1975년 MBC 연기대상 성우부문 최우수연기상
- 1988년 KBS 연기대상 남자 최우수연기상